# Campodorus aquilonaris
Campodorus aquilonaris är en stekelart som först beskrevs av Walkley 1958.  Campodorus aquilonaris ingår i släktet Campodorus och familjen brokparasitsteklar. Inga underarter finns listade.